# Englischer Landschaftsgarten

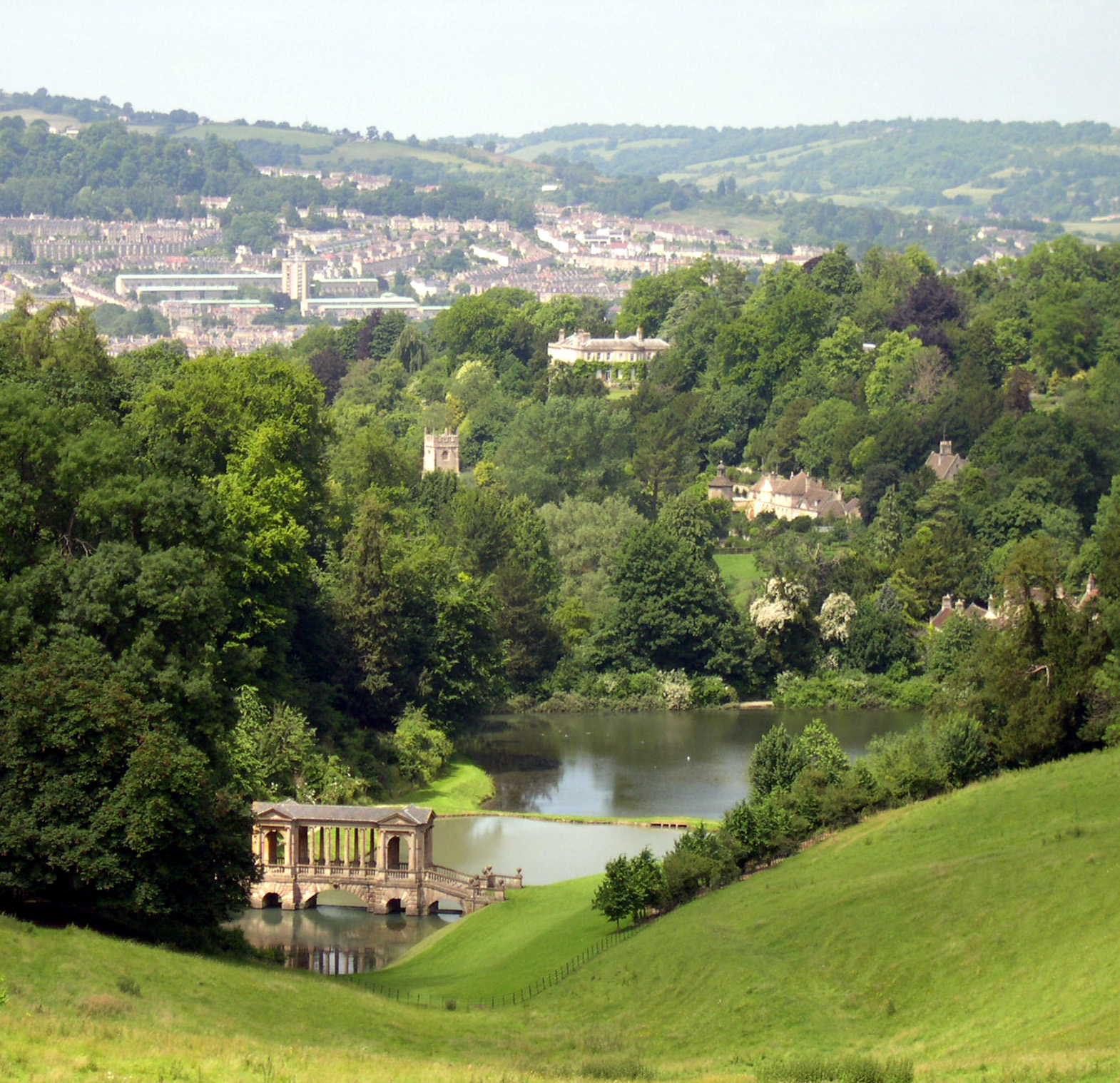
Prior Park bei Bath

Der englische Landschaftsgarten (auch englischer Landschaftspark, kurz englischer Garten oder englischer Park) ist ein Landschaftsgarten (Landschaftspark), dessen Form und Stil sich in England im 18. Jahrhundert entwickelte. Innerhalb der Geschichte der Gartenkunst entstand er als bewusster Kontrast zum damals dominierenden Barockgarten französischer Prägung, der die Natur in geometrisch exakte Formen zu bringen suchte.

## Merkmale

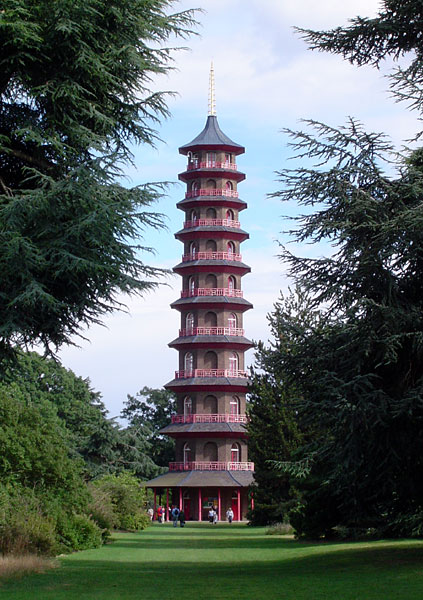
Pagode in den Royal Botanic Gardens, Kew, England

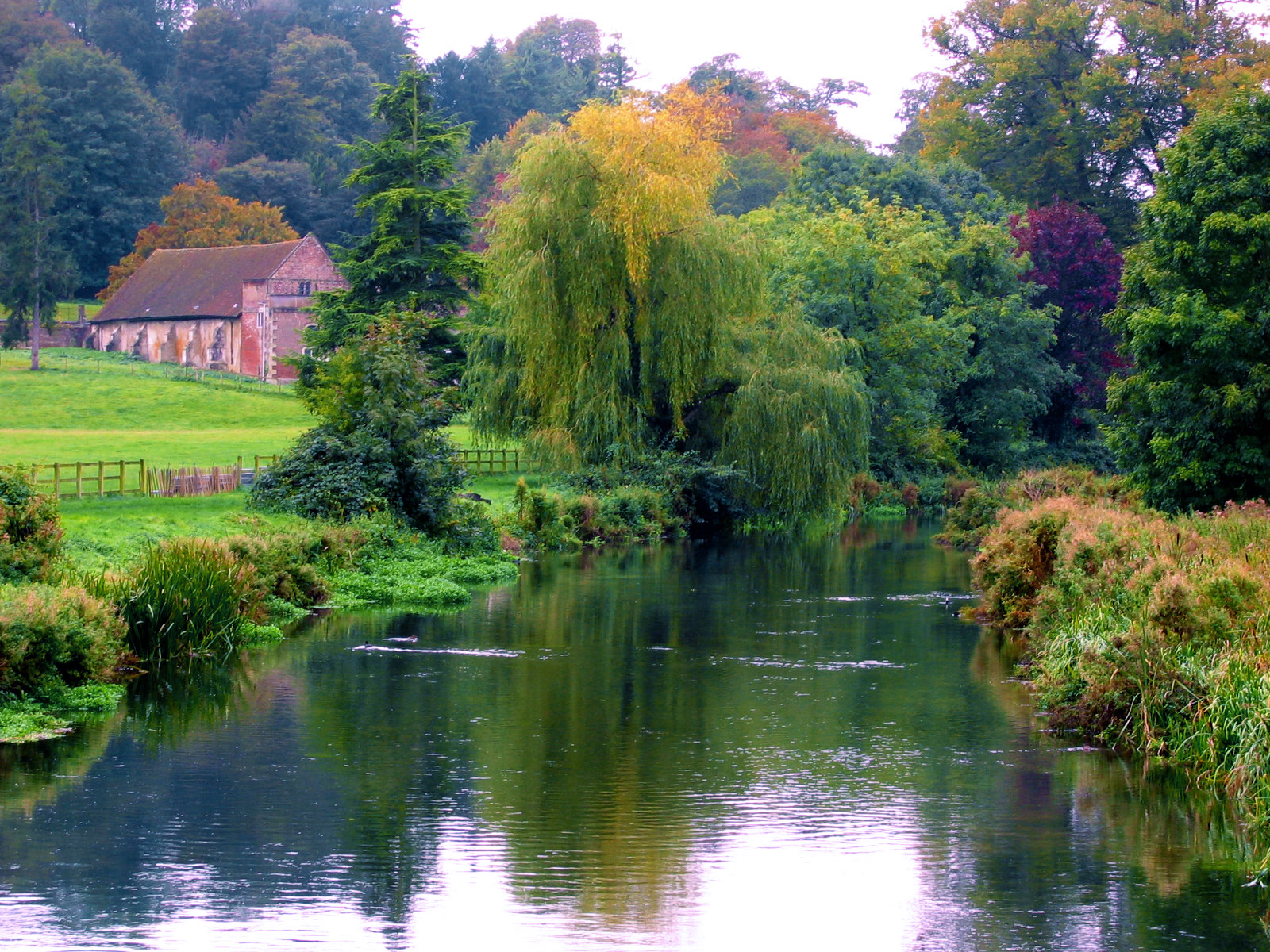
Park von Wilton House in Wilton, England

Anders als in den französisch geprägten Barockgärten mit ihren großen geometrisch angelegten Blumenbeeten (Parterres) finden sich in den klassischen englischen Landschaftsgärten kaum Blühpflanzen. Die Idee des englischen Gartens bestand darin, die bis dato vorhandene mathematische Strenge der exakt angelegten Beete und beschnittenen Hecken zu eliminieren und sich bei der Gartengestaltung mehr nach dem zu richten, was die Natur idealerweise an Ausblicken zu bieten hat. In ihm sollte sich das Prinzip einer natürlichen Landschaft widerspiegeln, die durch unterschiedliche und abwechslungsreiche Eindrücke im Sinne des Ideals eines „begehbaren Landschaftsgemäldes“ dem Auge des Betrachters Vergnügen bereiten sollte. Trotz einer angestrebten „Natürlichkeit“ ist ein englischer Garten ein Kunstwerk, das sich an der Ästhetik eines Landschaftsgemäldes der idealen Landschaftsmalerei orientiert, maßgeblich waren Künstler wie Claude Lorrain, Nicolas Poussin und Gaspard Dughet. In diesem Sinne bieten Landschaftsgärten „malerische“ Ansichten. Dafür prägte 1782 der Maler William Gilpin den Begriff Picturesque.
Die Entstehung einer solchen Parklandschaft war in Großbritannien auch durch die intensive Beweidung im Umfeld der dortigen frühen Industrialisierung bedingt. Englische Landschaftsgärten sind durch aus der Ferne unsichtbare Gräben bzw. versenkte Mauern von der umgebenden Landschaft abgegrenzt, vor allem auch um das Eindringen von Nutztieren zu verhindern, ohne den Blick zu unterbrechen. Dieses als „Ha-ha“ oder auch „Aha“ bezeichnete gartenarchitektonische Gestaltungselement war von Charles Bridgeman in die Gartengestaltung eingeführt worden und wurde von William Kent bei seinen großzügigen Gartenplanungen verwendet. Durch die Einbeziehung von „Ahas“ in die Architektur von Landschaftsgärten im englischen Stil wird der gärtnerisch intensiv gestaltete Gartenbereich optisch mit der weiter hinten liegenden Landschaft zu einer Einheit verschmolzen, ohne dass größere Zäune, Mauern und Hecken den Ausblick störten. In Deutschland fanden „Ahas“ im Schloßpark Hohenzieritz (MV) – einem der schönsten in Mecklenburg-Vorpommern und ältesten englischen Landschaftsgärten auf dem europäischen Kontinent – erstmals als Gestaltungselement Verwendung. Das von kurvenreichen Wegen durchzogene Areal dieses Gartens erstreckt sich auf einem sanft abfallenden Hang entlang der Südseite von Schloss Hohenzieritz und ist von „Ahas“ umfriedet, die eine unsichtbare Grenze zwischen gestalteter und freier Landschaft bilden, so dass der Blick in die Weite bis heute völlig unverbaut und unverstellt blieb.
Um den Horizont zu akzentuieren, wurden antike Tempel, künstliche Ruinen, Grotten, Einsiedeleien (Eremitagen) und Bauten im englischen Chinoiseriestil wie Pagoden in die Landschaft eingestellt. Ein frühes Vorbild für originelle Staffagebauten ist der manieristische Park des Sacro Bosco in Mittelitalien, geschaffen von 1552 bis 1585, der sich seinerseits an antiken Vorbildern wie der Villa Adriana orientierte, die auch den Renaissancegarten und den Barockgarten inspiriert hat. Anstelle von geradlinigen Kanälen, runden Bassins und Kaskaden, die man im barocken Garten von den geometrisch exakt angelegten Wegen aus bewundern konnte, gab es im englischen Garten sich abwechslungsreich durch die Landschaft schlängelnde Wege und Flüsse. Lancelot „Capability“ Brown schuf Parkanlagen mit weiten Rasenflächen, sich großzügig windenden Wegen, sich frei windenden Flüssen und natürlich wirkenden Teichen und Seen, zwischen welche Reihen aus passenden Bäumen oder kleinere Wälder gepflanzt wurden. Häufig wurden die Wege auch leicht versenkt angelegt, so dass sie von anderen Wegen aus von der Seite her nicht zu sehen waren und ungestörte Rasenflächen vorspiegelten. Diese freie Umsetzung der Natur im Garten hatte vor allem in Japanischen Gärten schon seit dem 8. Jahrhundert eine lange Tradition.
Ein Phänomen des 18. und frühen 19. Jahrhunderts waren die Schmuckeremiten, professionelle Einsiedler, die während einer vertraglich festgelegten Dauer in eigens eingerichteten Eremitagen wohnten und sich zu bestimmten Tageszeiten sehen ließen, um die Eigentümer der Parks und deren Gäste mit ihrem Anblick zu unterhalten. Gegen Ende des 18. Jahrhunderts kamen auch Bauten der Neogotik in Mode, unter dem Einfluss von Horace Walpole, der auch ein Buch über englische Gartenkunst schrieb (Essays on Gardening 1794).
In abgewandelter Form wurde die Idee des englischen Gartens auch in die Nachbarländer importiert. Beispiele aus Deutschland sind der von Friedrich Ludwig Sckell gestaltete Englische Garten in München und der Rombergpark in Dortmund oder der Georgengarten und der Hinübersche Garten in Hannover. Führend bei der Einführung in Deutschland war Christian Cay Lorenz Hirschfeld, dessen Theorie der Gartenkunst in fünf Bänden zwischen 1779 und 1785 erschien. Er beeinflusste zum Beispiel Carl Heinrich August Graf von Lindenau (1755–1842), dessen Park in Machern einen der frühesten englischen Gärten in Deutschland darstellt, auch wenn gewisse Ideen noch auf die Gartenideale der Empfindsamkeit zurückgehen. Die landschaftsarchitektonische Fortentwicklung auf dem europäischen Kontinent ist stark dem „Gartenfürsten“ Hermann von Pückler-Muskau zu danken.

## Entstehung
Als Vorläufer des Englischen Landschaftsgartens gelten die Parkanlagen von John Vanbrugh (1664–1726) und Nicholas Hawksmoor um Castle Howard (1699–1712), Blenheim Palace (1705–1722) und Claremont House (1715–1727). Diese Parks verfügten über ausgedehnte Rasenflächen, Wälder und architektonische Stücke, wie zum Beispiel das von Hawksmoor entworfene klassische Mausoleum in Castle Howard. Im Zentrum der Komposition stand das jeweilige Haus im Stil des Klassizistischen Barock, hinter dem sich formelle und symmetrische Gärten im Stil des Französischen Barockgartens mit kunstvollen Teppichen aus Blumenmustern und Heckenwänden befanden, geschmückt mit Statuen und Brunnen. Diese Gärten, die den Gärten von Schloss Versailles nachempfunden sind, wurden entworfen, um Besucher mit ihrer Größe und Erhabenheit zu beeindrucken. Diese barocke Gartenform wurde von den Architekten William Kent und Charles Bridgeman für Auftraggeber wie Richard Temple, 1. Viscount Cobham, Richard Boyle, 3. Earl of Burlington und den Bankier Henry Hoare zum Landschaftsgarten weiterentwickelt, der nicht mehr zentral auf den Schlossbau bezogen war und auf formelle Elemente verzichtete. So entstand zwischen 1715 und 1730 Chiswick House bei London, errichtet von William Kent für Lord Burlington, als erstes rein klassizistisches Bauwerk im Stil des Palladianismus, das ab 1725 von Kent und Charles Bridgeman mit einem ersten Landschaftsgarten umgeben wurde.

## Beispiele von Landschaftsgärten

### Deutschland

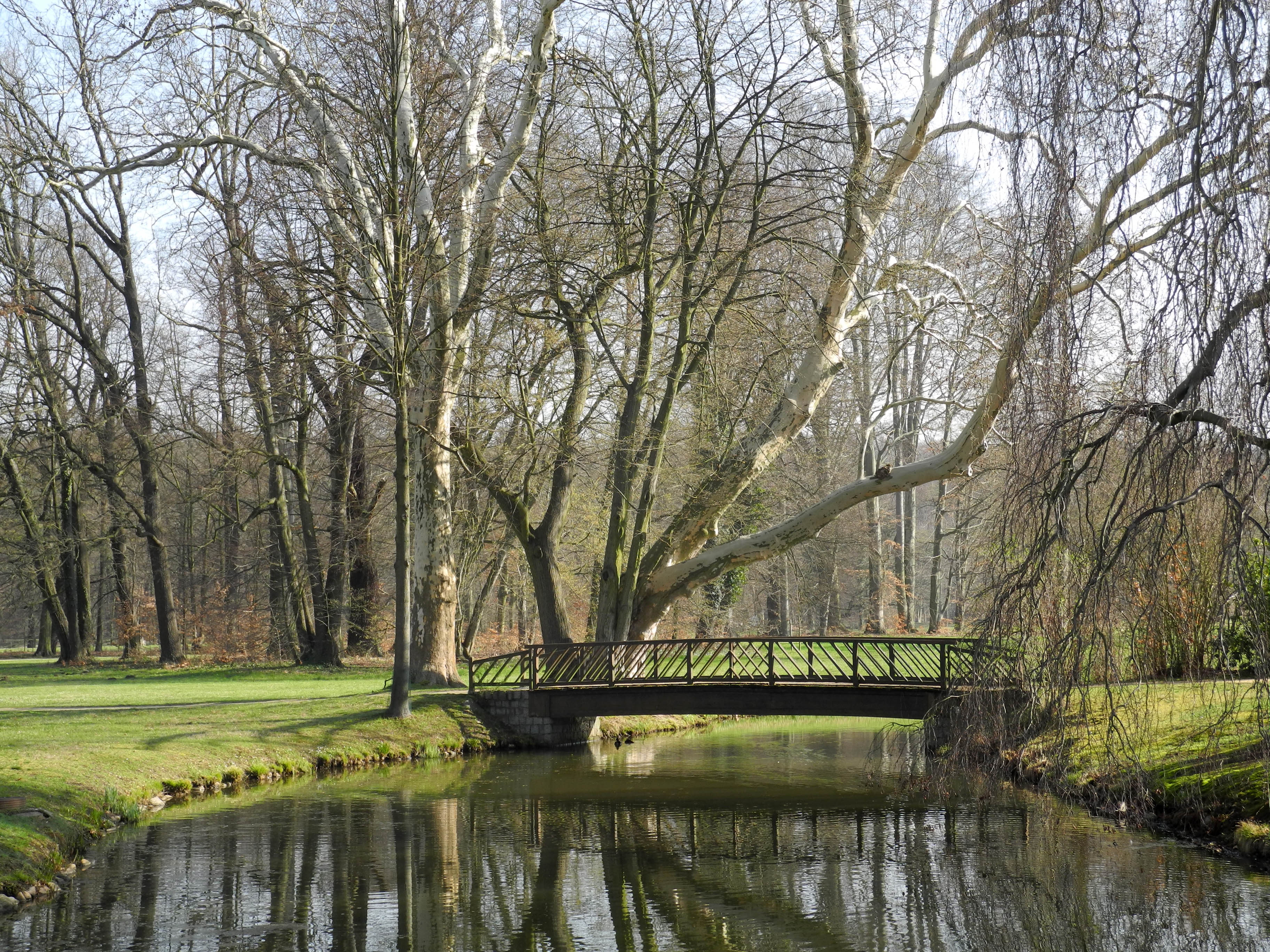
Fürst-Pückler-Park in Bad Muskau

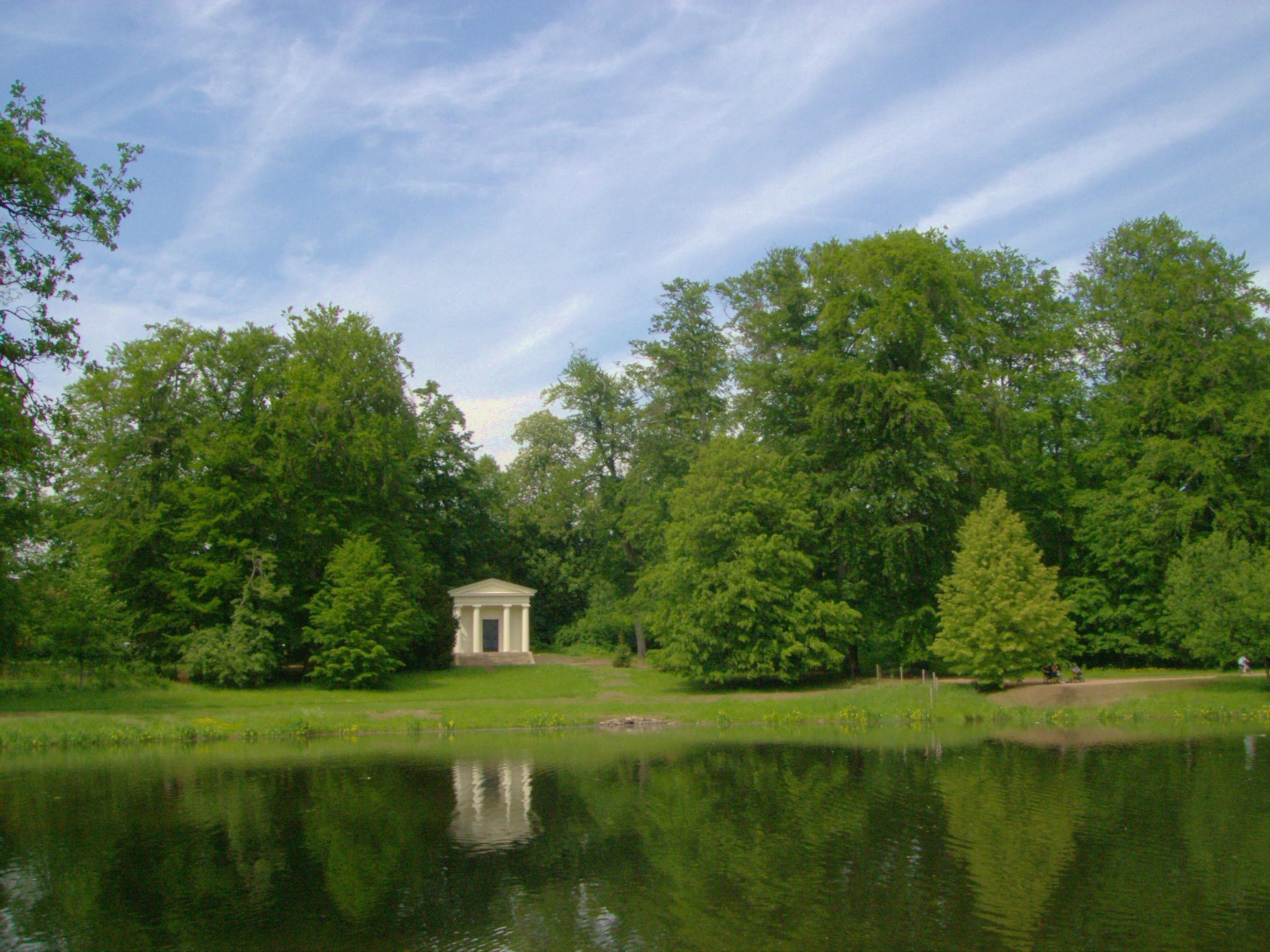
Dorischer Tempel im Gothaer Schlosspark

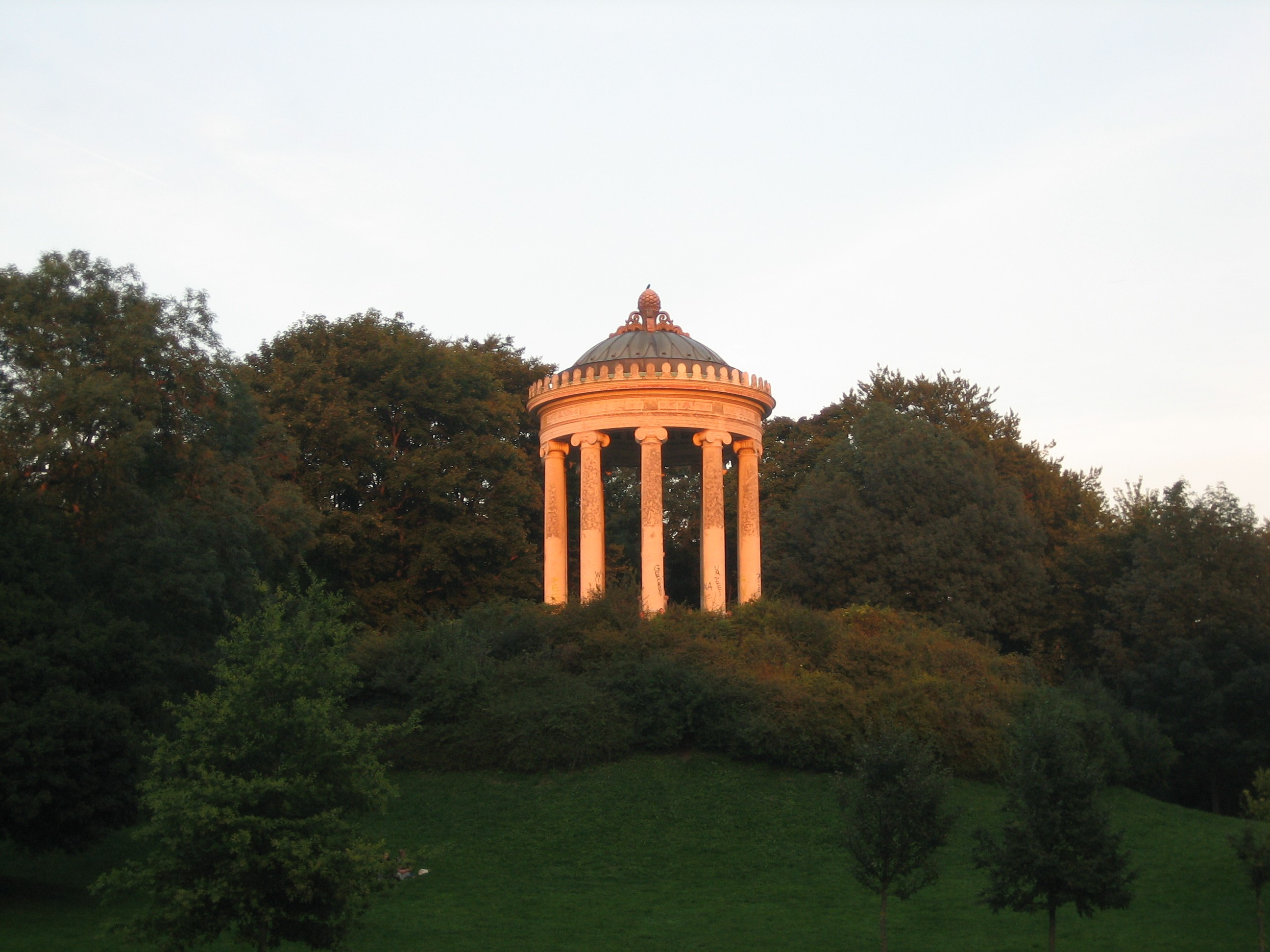
Monopteros im Englischen Garten in München

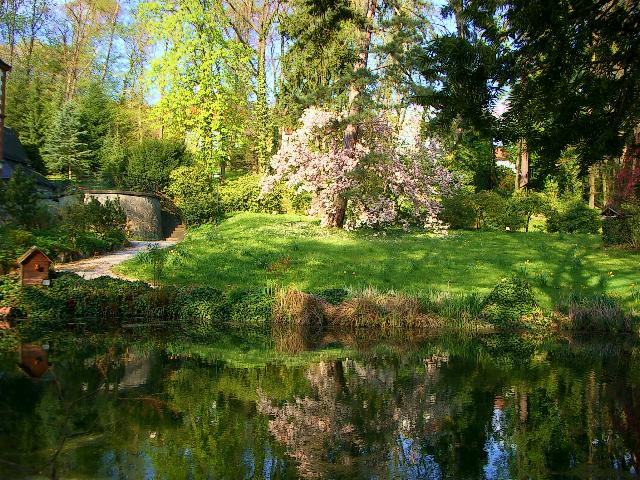
Parkanlage der Villa Haas in Sinn

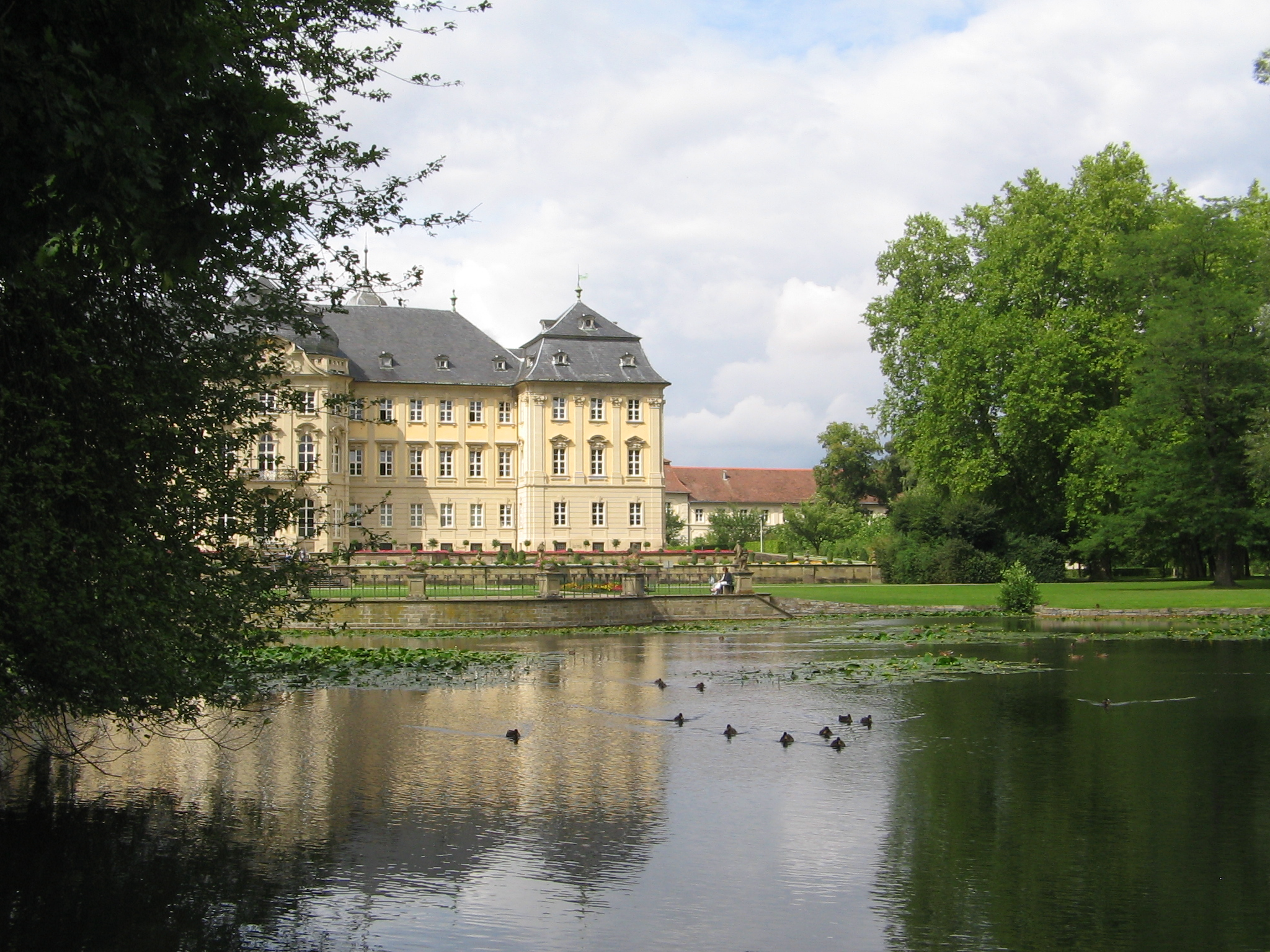
Schlosspark in Werneck

- Alter Kurpark in Bad Soden am Taunus
- Bergpark Wilhelmshöhe in Kassel
- Ernst-Ehrlicher-Park in Hildesheim
- Ehemaliger Schlosspark in March-Hugstetten
- Eulbacher Park bei Michelstadt
- Englischer Garten in Meiningen
- Englischer Garten in München
- Englischer Garten in Landsberg am Lech
- Englischer Garten in Neuburg an der Donau
- Fürst-Pückler-Park Bad Muskau
- Georgengarten (Hannover)
- Hofgarten in Düsseldorf
- Hofgarten Eichstätt
- Lousberg-Park in Aachen
- Müschpark in Aachen
- Park Schönbusch in Aschaffenburg
- Schlosspark Altenstein in Bad Liebenstein
- Lichtentaler Allee in Baden-Baden
- Kurpark in Bad Nauheim
- Fürstenlager bei Bensheim (Südhessen)
- Schlosspark Biebrich in Wiesbaden
- Bürgerpark in Bremen
- Schloss Wilhelmsthal bei Calden
- Schlosspark Bladenhorst in Castrop-Rauxel
- Hofgarten in Coburg
- Fürst-Pückler-Park Branitz in Cottbus
- Prinz-Emil-Garten in Darmstadt-Bessungen
- Landschaftspark Dennenlohe
- Landschaftspark Althaldensleben-Hundisburg
- Dessau-Wörlitzer Gartenreich:
  - Wörlitzer Park
  - Oranienbaum
  - Schloss und Park Mosigkau
  - Schloss und Park Großkühnau
  - Park und Schloss Georgium
  - Luisium
  - Sieglitzer Berg
- Palaisgarten in Detmold
- Englischer Wald in Dischingen
- Rombergpark in Dortmund
- Seifersdorfer Tal bei Dresden
- Schlosspark in Eutin
- Lenné-Park mit Roseninsel in Feldafing am Starnberger See
- Schlosspark Gotha
- Fürstlich Greizer Park
- Hechingen-Hohenzollern: Fürstengarten, 1837
- Landschaftspark Althaldensleben-Hundisburg in Haldensleben
- Wilhelmsbad (Hanau)
- Schlossgarten in Hohenzieritz
- Park und Schloss Dyck in Jüchen
- Schlossgarten in Karlsruhe
- Karlsaue in Kassel
- Evenburger Park in Leer-Loga
- Promenadenring in Leipzig
- Schlosspark Lütetsburg
- Schlosspark Machern bei Leipzig
- Schlosspark Nymphenburg in München
- Schlosspark Nennhausen in Nennhausen
- Schlossgarten in Oldenburg
- Schlosspark von Schloss Börln bei Oschatz
- Park von Schloss Ostrau bei Halle
- Berlin-Potsdamer-Kulturlandschaft mit den Anlagen:
  - Park Sanssouci
  - Neuer Garten
  - Park Babelsberg
  - Park Glienicke
  - Pfaueninsel
- Höllriegel-Park in Pullach
- Dörnbergpark in Regensburg
- Deutsch-Französischer Garten in Saarbrücken
- Park von Gut Salzau
- Schlosspark Ringelheim in Salzgitter
- Schlosspark in Sayn
- Park des Anwesens Villa Haas, Sinn im Lahn-Dill-Kreis
- Schlosspark Sondershausen[5]
- Steinfurter Bagno
- Rosensteinpark in Stuttgart
- Schlosspark (heute zum Teil Stadtpark) in Teublitz
- Queen-Auguste-Victoria-Park in Umkirch
- Grünfelder Park[6] bei Waldenburg (Sachsen)
- Tiefurt bei Weimar
- Park an der Ilm in Weimar
- Park Ettersburg bei Weimar
- Park Belvedere bei Weimar
- Schlosspark in Werneck
- Felsengarten Sanspareil in Wonsees
- Ringpark in Würzburg
- Von-Halfern-Park in Aachen
- Welfengarten in Hannover
- Hügelpark (Park der Villa Hügel), Essen

### Österreich
- Schlosspark in Laxenburg
- Schlosspark in Eckartsau

### Schweiz
- Ermitage Arlesheim bei Basel
- Englischer Garten der Merian Gärten in Münchenstein bei Basel
- Jardin anglais in Genf
- Parc La Grange in Genf
- Park von Schloss Landshut in Utzenstorf
- Park der Villa Patumbah in Zürich
- Alter Botanischer Garten Zürich

### England

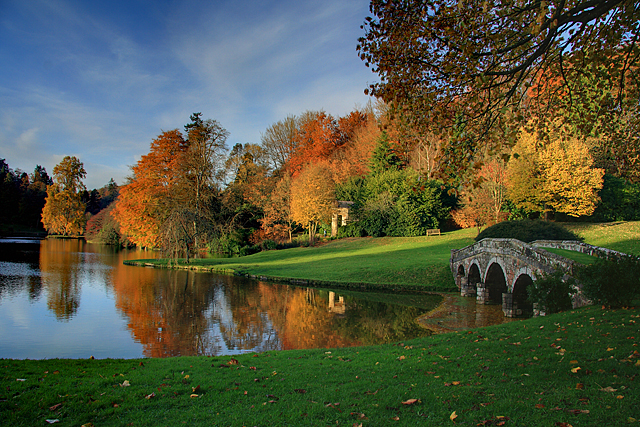
Stourhead Garden im Herbst

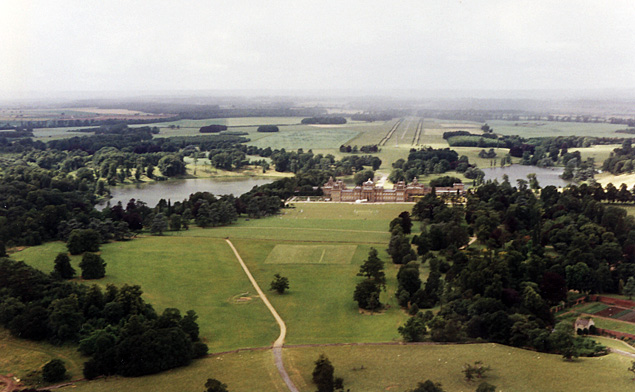
Blenheim Palace Gardens

- Blenheim Palace (von Capability Brown)
- Chiswick House
- Claremont House (von William Kent)
- Hestercombe Gardens
- Munstead Wood (von Gertrude Jekyll) (2023 vom National Trust gekauft)[7]
- Nymans bei Haywards Heath (seit 1953 im Besitz des National Trusts)
- Prior Park bei Bath
- Scotney Castle
- Stowe House (von William Kent)
- Stourhead
- Strawberry Hill
- Studley Royal Water Garden (von John Vanbrugh)
- The Leasowes
- Twickenham, der für den Dichter Alexander Pope angelegte Garten ist nicht mehr erhalten
- Wakehurst Place
- Wilton House

### Irland
- Ballincollig Regional Park
- Blarney Castle and Gardens
- Bantry House and Gardens
- Fota House and Gardens
- Killarney House and Gardens

### Italien

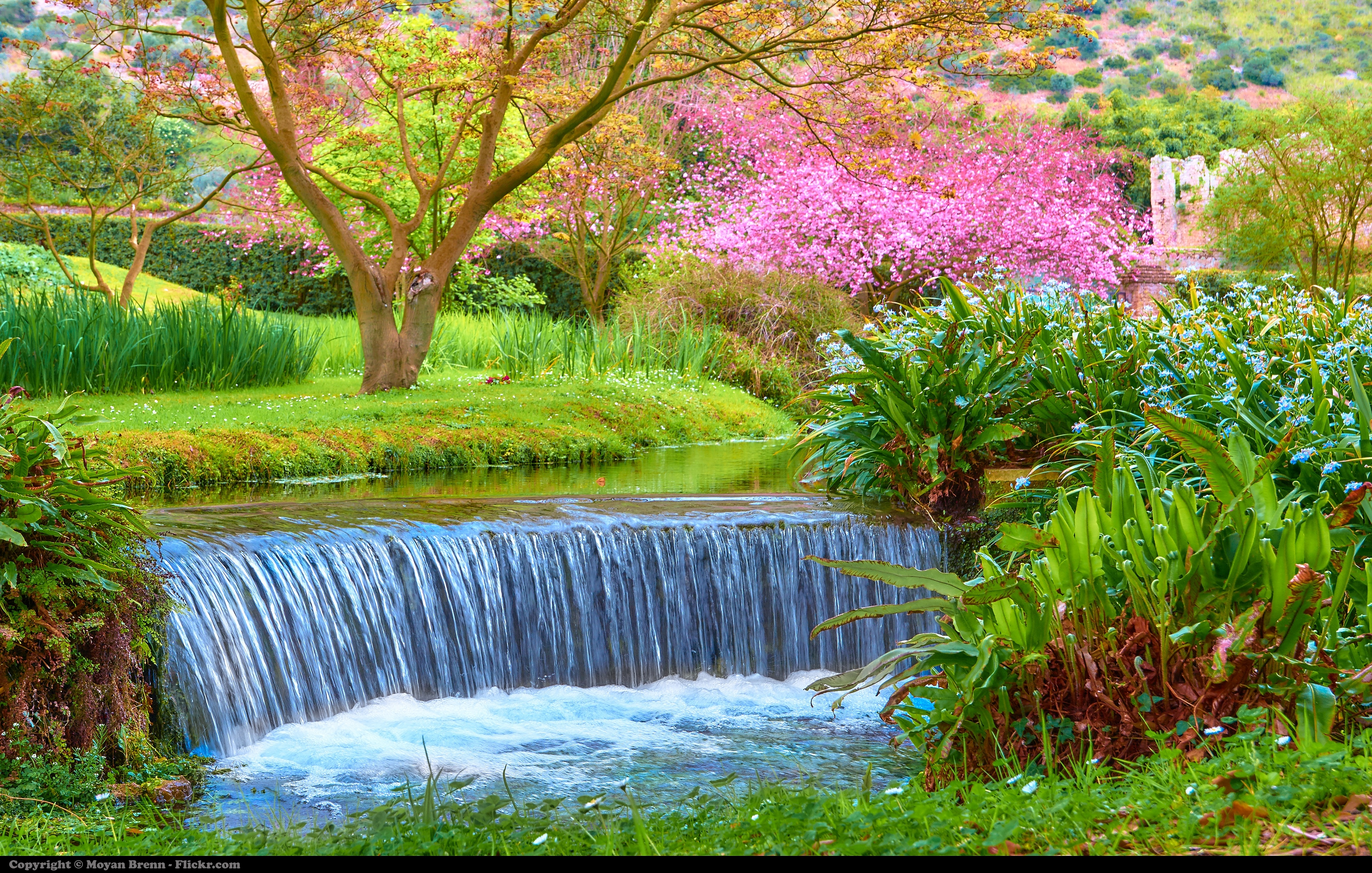
Giardino di Ninfa

- Giardino di Ninfa

### Frankreich
- Jardin des Plantes in Angers

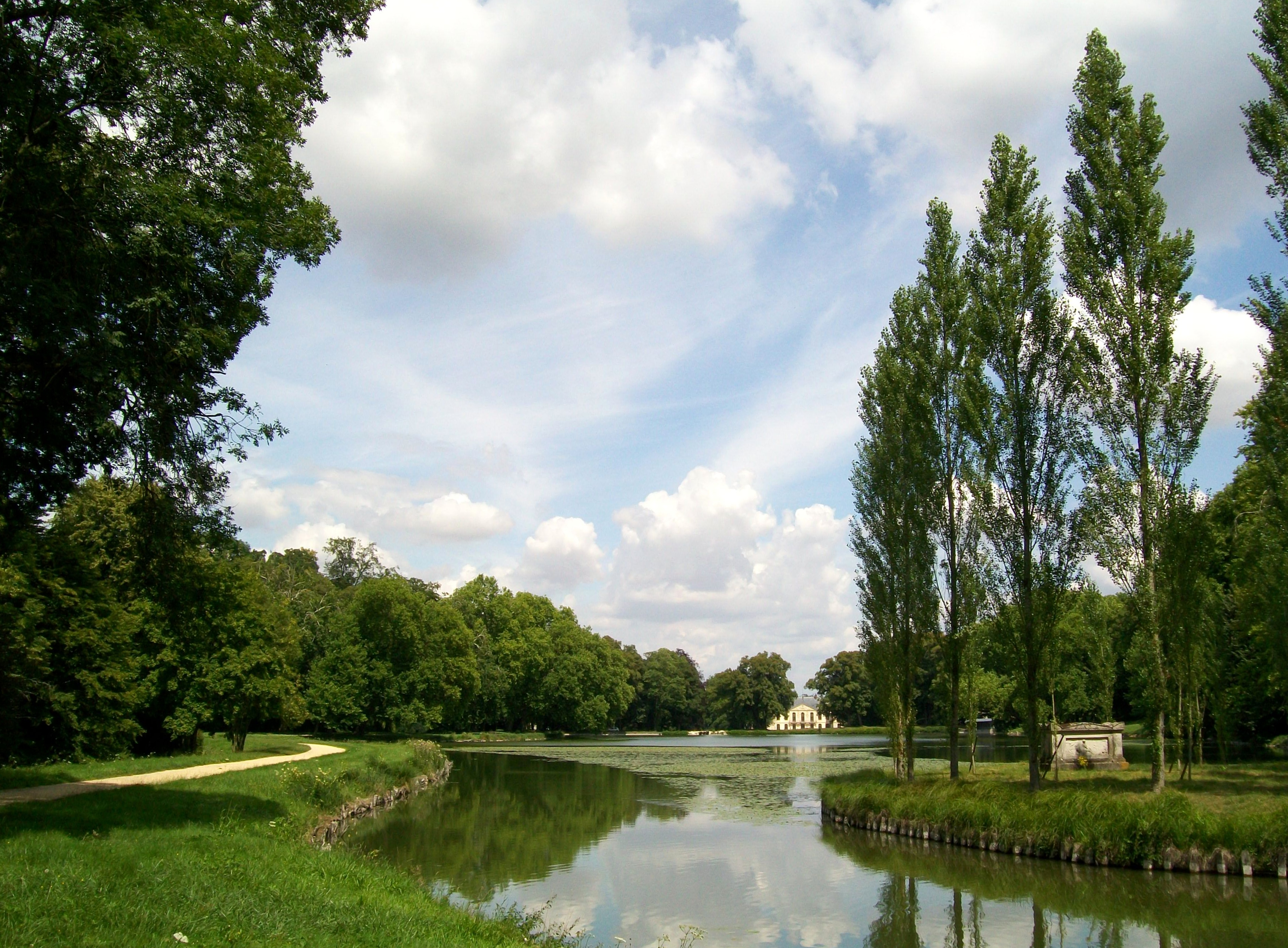
Park von Ermenonville

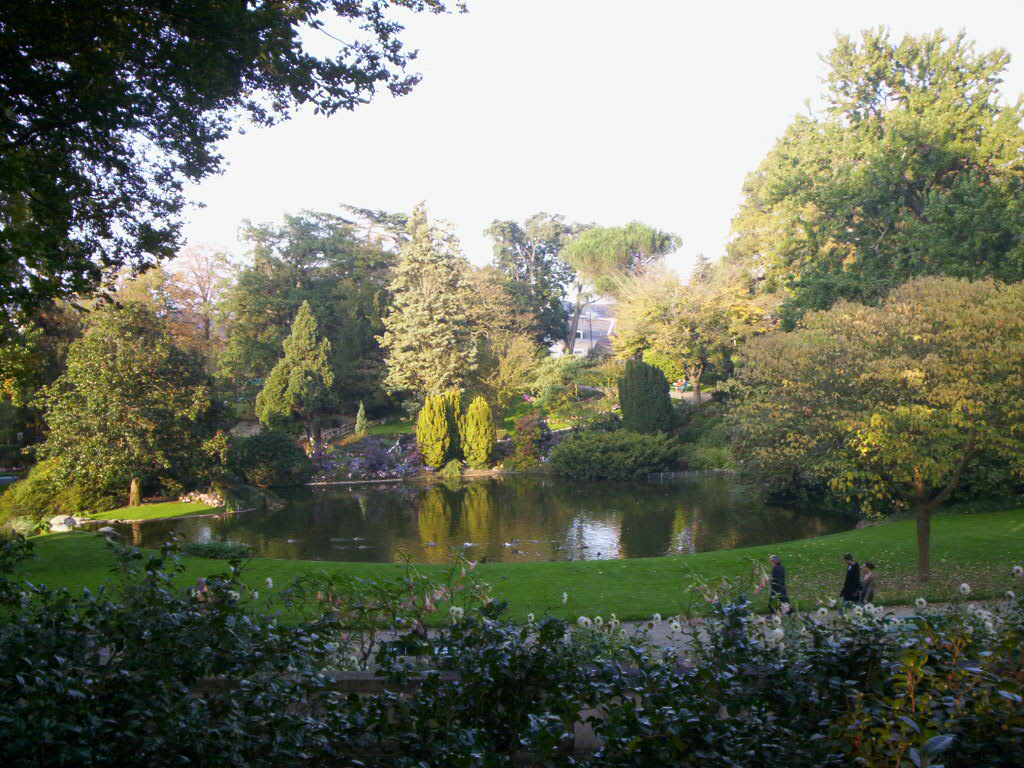
Jardin des Plantes in Angers

- Englischer Garten im Jardin Albert Kahn in Boulogne-Billancourt
- Jardin Monstrelet in Cambrai
- Englischer Garten im Schloss Chantilly
- Jardin Lecoq in Clermont-Ferrand
- Stadtgarten Cognac
- Englischer Garten im Schloss Compiègne
- Englischer Garten in Dinan
- Parc Bertin in Douai
- Park von Ermenonville
- Englischer Garten im Schloss Fontainebleau
- Park im Schloss Fontaine-Henry
- Jardin botanique de Haute-Bretagne in Le Châtellier
- Parc de la Tête d’Or in Lyon
- Park von Schloss Méréville
- Parc Monceau und Parc Montsouris in Paris
- Parc Beaumont in Pau
- Park von Schloss Bois-Préau in Rueil-Malmaison
- Jardin de la Rhônelle in Valenciennes
- Englischer Garten des Petit Trianon in Versailles
- Englischer Garten von Vesoul

### Polen
- Garten in Arkadia, Kreis Łowicz, Woiwodschaft Łódź
- Buchwald (Bukowiec) im Hirschberger Tal (Niederschlesien)
- Puławy (Garten)

### Russland
- Englischer Landschaftsgarten der ehemaligen Sommerresidenz der russischen Zaren in Pawlowsk

### Schweden
- Hagaparken, Solna
- Drottningholms slottspark

### Slowakei
- Schloss Dolná Krupá

### Tschechien
- Lednice (deutsch: Eisgrub) und Valtice (deutsch: Feldsberg) in Südmähren, größter Landschaftspark Europas und „UNESCO-Weltkulturerbe“
- Park von Schloss Krásný Dvůr (Schönhof)
- Schloss Buchlovice